# Lenox Hill Hospital
L'hôpital Lenox Hill est l'un des hôpitaux de Northwell Health. Il est situé dans le quartier de l'Upper East Side à Manhattan, New York.
En plus de servir comme hôpital d'enseignement pour l'école de médecine Hofstra Northwell, il accueille des élèves en visite de la New York University School of Medicine, du New York Medical College et de l'université d'État de New York Downstate Medical Center College of Medicine. Il a été fondé en 1857, sous le nom de German Dispensary.